# Luis Miguel Arconada
Luis Miguel Arconada Echarri (San Sebastián, 26 de junio de 1954) es un exfutbolista español que jugaba de portero y desarrolló toda su carrera profesional en la Real Sociedad de Fútbol entre 1974 y 1989. Fue también portero de la selección española entre 1977 y 1985.

## Inicios
Jugó en el Lengokoak de su localidad natal, de donde fue fichado por la Real Sociedad en 1970. Tras foguearse varias campañas en el San Sebastián CF, equipo filial de la Real Sociedad, ascendió a la primera plantilla de la Real Sociedad en 1974 recién cumplidos los 20 años de edad.
En sus primeras temporadas en la Real, otros dos grandes porteros, Pedro María Artola y Urruti, cerraban a Arconada el paso a la titularidad en el equipo "txuriurdin". Sin embargo, Artola fichó por el Fútbol Club Barcelona en 1975. Ello permitió a Arconada convertirse en el segundo portero de la plantilla y debutar con la Real en un partido de Copa de la UEFA contra el Liverpool FC el 22 de octubre de 1975. Aquella temporada se hizo ya con el puesto titular en la portería "txuriurdin" durante la última cuarta parte de la Liga, desbancando a Urruti, que se vio obligado a fichar por el Real Club Deportivo Español de Barcelona para seguir disfrutando de minutos de juego.

## Carrera en la Real Sociedad
Desde 1976 Arconada fue durante 13 años dueño indiscutible de la portería donostiarra. Fue considerado uno de los mejores porteros del mundo en su época y siempre fue fiel a la Real Sociedad de Fútbol, en la que llevó a cabo toda su carrera profesional. Jugó un total de 551 partidos oficiales con la Real Sociedad, 414 de ellos en la Liga española. Ganó con este club todos los títulos que posee en su palmarés, participando en los mayores logros en la historia de este club. Arconada fue el capitán de la mejor generación de futbolistas de la Real junto con Jesús Mari Zamora, López Ufarte, Jesús María Satrústegui, Alberto Górriz, Juan Antonio Larrañaga, José Mari Bakero, etc. a las órdenes de Alberto Ormaetxea y en la parte final de su carrera, de John Benjamin Toshack.
Fue subcampeón de Liga en 1980, batiendo la Real un récord de imbatibilidad en la Liga española que no fue superado hasta muchos años después. Arconada obtuvo esa temporada su primer Trofeo Zamora. En las dos temporadas siguientes llegaron los dos títulos de Liga de la Real y a nivel personal otros dos Trofeos Zamora. En 1982 la Real ganó la primera edición de la Supercopa de España y en la Copa de Europa de 1982-83 la Real alcanzó las semifinales donde fue eliminado por el futuro campeón, el Hamburger SV. El partido de vuelta de aquella semifinal, que se jugó el 20 de abril de 1983 en Hamburgo en el Volkparkstadion, no estuvo exento de polémica, ya que toda la segunda parte, por supuesta lesión de un linier del trío arbitral (por entonces sólo viajaban el árbitro titular y sus dos linieres), actuó en su lugar, un linier alemán que al parecer estaba viendo el partido en el estadio. Este suplente improvisado, no señaló el claro fuera de juego en el que se encontraba el jugador alemán Von Heesen cuando en el minuto 84, marcó el gol de la victoria del Hamburgo. Este gol tiró por tierra el fantástico trabajo defensivo realizado por Arconada y toda una Real que ese día arrastraba las bajas de su delantero centro titular (Satrústegui), de su cerebro en ataque (Zamora), y del eje de la defensa (Gajate y Kortabarria). La polémica del partido, sin embargo, se pudo iniciar mucho antes con la designación como árbitro principal de aquel partido, del suizo Bruno Galler, germanófono, nacido en 1946 en Baden, una población de la Suiza alemana.
En toda su carrera Arconada sólo fue afectado por una lesión de gravedad, la que se produjo en la primera jornada de Liga de la temporada 1985-86, que le hizo perderse toda aquella campaña. Su papel en el equipo fue desempeñado con notable actuación por parte de un joven portero llamado Agustín de Carlos Elduayen. Al año siguiente Elduayen fichó por el Atlético de Madrid y Arconada retomó la titularidad.
En 1987 su brillante actuación en la ronda de penaltis permitió a la Real alzarse con el título de campeón de Copa del Rey, tras empatar a 2 en la final con el Atlético de Madrid. Al año siguiente, en 1988, en la última gran campaña de Arconada con la Real, el equipo obtuvo el subcampeonato de Liga y Copa. La polémica está vez vino por el hecho de que antes de jugarse la final de la Copa entre la Real Sociedad y el FC Barcelona, este último tenía ya fichados para la temporada siguiente a Bakero, Beguiristain y López Rekarte, y si el Barça no ganaba la final, no jugaría al año siguiente competición europea por primera vez en su historia. De ahí que John Benjamin Toshack (entrenador de la Real), al término del partido señalase que, ese día habían jugado contra 14.
Su retirada de la Real Sociedad y del fútbol llegó en 1989, siendo también titular del equipo en su última temporada. En el momento de su retirada estaba a punto de cumplir los 35 años.
Su carisma, tanto dentro como fuera del terreno de juego, le llevó a ser el ídolo de muchos aficionados al fútbol, que no eran necesariamente seguidores de la Real Sociedad.
Se hizo famosa la frase de la hinchada "txuriurdin": "No pasa nada, tenemos a Arconada". A su retirada, su puesto en la portería fue ocupado por José Luis González. Todos los porteros que han pasado desde 1989 por la portería realista han tenido que sufrir el hecho de verse comparados con la mítica figura de Arconada.
Desde su retirada, Arconada ha permanecido al margen del mundo del fútbol. Desde enero de 1992 es directivo y miembro del consejo de administración de la empresa Construcciones y Auxiliar de Ferrocarriles (CAF). Aunque su nombre ha surgido de forma recurrente como posible candidato a la presidencia de la Real Sociedad, esta no ha llegado nunca a materializarse.

## Selección nacional de España
Arconada fue el portero habitual de la selección española entre 1977 y 1985. Ostentó la capitanía de la selección en numerosos partidos.
En total sumó 68 partidos con la selección, en los que encajó 62 goles. Aún hoy en día figura entre los 20 jugadores con más partidos disputados en la selección española, habiendo ostentado durante un tiempo el récord de internacionalidades con España.
Antes de debutar con la selección absoluta, Arconada había formado parte de la selección olímpica, con la que disputó 2 partidos en los Juegos Olímpicos de 1976.
Con la selección española debutó el 27 de marzo de 1977 en un partido amistoso España-Hungría. Formó parte de la convocatoria de la Copa Mundial de 1978 en Argentina, donde fue suplente de Miguel Ángel González Suárez. Posteriormente fue el portero titular de la selección española en la Eurocopa de 1980 en Italia, en la Copa Mundial de 1982 en España y finalmente en la Eurocopa de 1984 disputada en Francia.
El mayor éxito logrado de Arconada con la selección española fue el subcampeonato en la Eurocopa de fútbol 1984 de Francia. Arconada realizó un gran campeonato en dicha Eurocopa, aunque es principalmente recordado por el error que tuvo en la final contra Francia, donde encajó un inexplicable gol después de que se le escurriera por debajo del cuerpo un balón que tenía atajado después de un lanzamiento de falta de Michel Platini. Ese gol es conocido en España como "el gol de Arconada". Años después de este fallo, después de que la selección española se hiciese con la Eurocopa en su edición de 2008, el guardameta Andrés Palop subió a recoger la medalla de oro que le iba a entregar Platini como presidente de la UEFA con la camiseta que aquel día vistió Arconada. Palop declaró:

«Se merecía un homenaje importante, tuve la oportunidad de conseguir su camiseta, me la traje y tenía claro que si levantábamos la copa, iba a tener este detalle, porque históricamente se le recuerda por un fallo garrafal, pero es justo que había que recordar que también fue un enorme portero y que hizo grandes paradas, tanto con la Real como con esta camiseta que llevo puesta.»

Otra polémica famosa que tuvo Arconada fue su supuesta negativa para vestir las medias oficiales de la selección que incluían los colores de la bandera española durante el Mundial de 1982. Esta negativa era atribuida por algunos a su condición de vasco, mientras que otros la atribuían a la superstición, ya que Arconada siempre vestía medias blancas en su club y mantenía esa costumbre en la selección. No obstante, durante su carrera como jugador de la selección, Arconada jugó partidos con las medias oficiales y con el brazalete de capitán (que incluían los colores de la bandera española, además de llevar el escudo en su camiseta). Otra superstición o manía de Arconada con su vestimenta deportiva es que no cambiaba de modelo de camiseta mientras no perdiese un partido. Así pues, en la temporada 1979-80, en la que la Real Sociedad sólo perdió el penúltimo partido, Arconada jugó toda la temporada con el mismo modelo de camiseta.
En 1985, la grave lesión que tuvo Arconada le apartó de la selección, no volviendo nunca más a ser convocado. Su plaza en la selección española fue ocupada por otro vasco, Andoni Zubizarreta, que llegaría a superar ampliamente el número de internacionalidades de Arconada.
Arconada también disputó algunos partidos amistosos con la selección del País Vasco.

### Participaciones en Copas del Mundo
| Mundial              | Selección | Resultado |
| -------------------- | --------- | --------- |
| Copa Mundial de 1978 | España    | 10º       |
| Copa Mundial de 1982 | España    | 12º       |

### Participación en Eurocopa
| Eurocopa                    | Selección | Resultado    |
| --------------------------- | --------- | ------------ |
| Eurocopa de Italia de 1980  | España    | Primera fase |
| Eurocopa de Francia de 1984 | España    | Subcampeón   |

## Clubes
| Club             | País   | Año       |
| ---------------- | ------ | --------- |
| San Sebastián CF | España | 1970-1974 |
| Real Sociedad    | España | 1974-1989 |

## Títulos

### Campeonatos nacionales
| Título       | Club          | País   | Año  |
| ------------ | ------------- | ------ | ---- |
| Liga         | Real Sociedad | España | 1981 |
| Liga         | Real Sociedad | España | 1982 |
| Supercopa    | Real Sociedad | España | 1982 |
| Copa del Rey | Real Sociedad | España | 1987 |

### Distinciones individuales
- 3 Trofeos Zamora al portero menos goleado: 1980, 1981 y 1982.

## Curiosidades
- Tiene un hermano menor, Gonzalo Arconada, que ha destacado como entrenador de fútbol. Ha entrenado en la Primera División española a la Real Sociedad durante unos meses en 2006 y a la UD Almería durante el inicio de la 2008-09. En la temporada 2007-2008 ascendió a Primera División al CD Numancia. Desde 2015 entrena al Real Jaén CF.

- El tío materno de Arconada, Ignacio Echarri, fue defensa de la Real Sociedad entre 1954 y 1964.

- La revista ¡JUGÓN! entrega desde 2009 un trofeo al portero con más partidos imbatido de la temporada con su nombre (Trofeo Arconada) que casualmente, el 1º en recibirlo fue su seguidor y admirador Andrés Palop.

- Se hace una referencia a él en la canción "Cuando nos cambió la voz" del disco "Detalle del miedo" de Mikel Erentxun quien incluso la identifica como Arconada en una alusión directa al Portero de la Real Sociedad así también se le conoce en las maquetas del disco y en los repertorios de concierto.